# 博斯科·恩塔甘达
博斯科·恩塔甘达（英語：Bosco Ntaganda，1973年11月5日—），是一名被定罪的戰爭犯，前全国保卫人民大会（CNDP）军事参谋长，刚果民主共和国北基伍省的地方叛乱武装头目。他是前卢旺达爱国军成员之一，和刚果爱国者联盟副总参谋长（FPLC）。
2008年5月，他因为“征募15岁以下童兵罪名”被国际刑事法院通缉，他是目前北基伍省3月23日运动的负责人。
恩塔甘达被誉为“魔鬼终结者”，他的姓氏也可以写成：Tanganda, Ntanganda, Ntangana, Ntagenda, Baganda or Taganda。
2013年3月19日，恩塔甘达在美驻卢旺达使馆自首。
2019年7月8日，博斯科·恩塔甘达被国际刑事法院判定犯有战争罪和危害人类罪，罪名是2002年和2003年在刚果民主共和国犯下的虐待行为。2019年11月7日，國際刑事法院判處他入獄30年。

## 生平
1973年，恩塔甘达出生在卢旺达维龙加山脉下面的一个小镇。当他10多岁时，因为刚果民主共和国和卢旺达打仗，杀戮图西族人，他逃到了刚果。
1990年代早期，恩塔甘达参加了卢旺达爱国军，1994年，他参加了推翻胡图族政府的军事政变。
后来，恩塔甘达参加了刚果爱国者联盟（FPLC），曾经实行各种种族大屠杀和侵犯人权的行动。
当他负责征兵的时候，他征召了大量童兵，并且对他们说，“当你是一个士兵后，可以获得一个免费的女人，而且一切都是免费的。”
2005年1月，刚果民主共和国开启和平进程，对他进行招安，他被刚果政府任命为将军，但是被他拒绝了。
2005年11月1日，联合国安理会因他违反武器禁运而对他实行旅行禁令和资产冻结。
2006年，他回到了北基伍省，加入了洛朗·恩孔达领导的“保卫人民国民大会”。2008年4月，他搬迁至北基伍省马西西地区，并且担任“保卫人民国民大会”参谋长。
国际刑事法院开始通缉“保卫人民国民大会”的领导人洛朗·恩孔达。2012年，恩塔甘达搬迁至刚果民主共和国戈马，卢旺达边境。
2012年4月4日，300名忠于恩塔甘达的士兵和刚果政府军在戈马战斗的时候叛逃。
2012年4月11日，刚果总统约瑟夫·卡比拉呼吁逮捕恩塔甘达。